# Wilson Goyes
Wilson David Goyes Larrea (* 17. August 1998) ist ein ecuadorianischer Radrennfahrer, der im BMX-Rennsport aktiv ist.

## Sportlicher Werdegang
Goyes stammt aus der Provinz Carchi im Norden des Landes. 2014 gewann er bei den Challenges am Rande der BMX-Weltmeisterschaften eine Goldmedaille. Als Junior siegte er 2015 bei den Nationalspielen, 2016 war er Landesmeister und Panamerikameister bei den Junioren.
Seit seinem Übertritt in die Elite 2017 beherrschte er die ecuadorianischen Meisterschaften, bei denen er bis 2023 sechs Titel gewann; lediglich 2022 musste er  passen. Allerdings nahm der in der BMX-Weltrangliste höher eingestufte Alfredo Campo an diesen Meisterschaften nie teil. Goyes’ bislang wichtigster internationaler Erfolg war die Bronzemedaille bei den Südamerikaspielen 2022. In den Panamerikanischen Meisterschaften stand er 2023 erstmals im Finale, bei den Weltmeisterschaften 2022 einmalig im Viertelfinale.

## Erfolge
2016
 Panamerika-Meister (Junioren)
 Ecuadorianischer Meister (Junioren)
2017
 Ecuadorianischer Meister
2018
 Ecuadorianischer Meister
2019
 Ecuadorianischer Meister
2020
 Ecuadorianischer Meister
2021
 Ecuadorianischer Meister
2022
 Südamerikaspiele
2023
 Ecuadorianischer Meister